# Димитар Айранов
Димитар Айранов (болг. Димитар Айранов); нар. 6 вересня 1893, Стара Загора — пом. 1950, Софія — болгарський генерал. Герой Другої світової війни. Таємно убитий комуністами у тюрмі.

## Біографія
Народився 6 вересня 1893 в місті Стара Загора. Закінчив Військову школу в 1912. 22 листопада 1912 отримав звання лейтенанта. У 1938 був командиром 4-ї піхотної дивізії в Шумені. З 3 жовтня 1940 — генерал-майор.
Звільнений з військової служби 13 вересня 1944. 9 вересня 1944 був засуджений «народним судом» на 15 років позбавлення волі. Коли прийшов час вийти з в'язниці — його сім'я чекала на нього, але він не з'явився. Був таємно убитий у тюрмі. Офіційно вважається зниклим безвісти.

## Звання
- Лейтенант (2 серпня 1915)
- Капітан (18 вересня 1917)
- Майор (6 травня 1924)
- Підполковник (6 травня 1928)
- Полковник (6 травня 1935)
- Генерал-майор (3 жовтня 1940